# مستشفى الزقازيق العسكري
مستشفى الزقازيق العسكري هو مستشفى عسكري مصري يتبع إدارة الخدمات الطبية للقوات المسلحة المصرية، يقع في مدينة الزقازيق بمحافظة الشرقية، على مساحة 5.6 فدان، اُفتتح رسميًا في 16 فبراير 2021، بلغت الطاقة الاستيعابية للمستشفى وقت افتتاحه 200 سرير وبتكلفة بلفت حوالي 510 مليون جنيه مصري.
يتكون المستشفى من ستة طوابق يشمل ستة غرف للعمليات، وقسم الطوارئ بطاقة ثمانية أسرة، وقسم حضانات الأطفال بطاقة 12 حضانة، وقسم العناية المركزة بطاقة 35 سرير، وقسم الغسيل الكلوي بطاقة 25 كرسي، وأقسام الإقامة الداخلية بطاقة 135 سرير، وقسم العيادات الخارجية بطاقة 12 عيادة، بالإضافة إلى أقسام الأشعة، والأسنان، والمعامل، والتأهيل البدني، وقاعات للمؤتمرات والاجتماعات.